# Rachel Ward
Rachel Ward (polno ime Rachel Claire Ward), avstralska filmska in televizijska igralka, režiserka in scenaristka angleškega rodu, *12. september 1957, Cornwell, Oxfordshire, Velika Britanija.
Rachel Ward je najbolj zaslovela leta 1983 z vlogo v televizijski miniseriji Pesem ptic trnovk, posneti po istoimenski knjigi, kjer je upodobila Meggie Cleary in tako odigrala glavno vlogo ob Richardu Chamberlainu. Pozneje se je uveljavila tudi kot režiserka in scenaristka. Za svoje filme je prejela tudi nekaj nagrad.

## Zgodnje življenje
Rachel Ward se je rodila 12. septembra 1957 v Cornwellu v bližini Chipping Nortona v Angliji kot hči Claire Leonore (rojene Baring) in Petra Alistaira Warda. Njena dedka sta bila nekdanji britanski politik William Ward Dudley in nekdanji igralec kriketa Giles Baring. Wardova je tudi pravnukinja Williama Warda, nekdanjega generalnega guvernerja Avstralije (predstavnika britanskega monarha v Avstraliji), in sestra okoljske aktivistke in nekdanje igralke Tracy Louise Ward. Obiskovala je Hatherop Castle School v Hatheropu v Gloucestershiru, nato pa Byam Shaw School of Art v Londonu. To šolo je predčasno zapustila, ko se je s šestnajstimi leti odločila, da postane model. Kmalu je spoznala Davida Kennedyja, sina Roberta F. Kennedyja, s katerim je imela tudi kratkotrajno razmerje.

## Kariera
V času kariere kot model je bila predstavljena na naslovnici revij Vogue, Harper's & Queen in Cosmopolitan. Leta 1977 se je preselila v ZDA in se tam pojavila v različnih televizijskih oglasih, med drugim v oglasu Cougar Girl za Lincoln Mercury in Scoundrel Girl za Revlon. Štiri leta pozneje, leta 1981, je bila nominirana za zlati globus v kategoriji Nova zvezda leta za vlogo v filmu Sharky's Machine, kjer je zaigrala skupaj z Burtom Reynoldsom. Leto pozneje je skupaj s Stevom Martinom zaigrala v filmu Dead Men Don't Wear Plaid. Prelom v njeni karieri pa je predstavljala glavna vloga v televizijski miniseriji Pesem ptic trnovk iz leta 1983, kjer je upodobila Meggie Cleary in zaigrala ob boku Richarda Chamberlaina. Za vlogo je bila nominirana za zlati globus za najboljšo igralko v televizijski miniseriji ali filmu. Wardova je zasluge za ta preboj pripisala Sondri Seacat, ki ji je pomagala dobiti vlogo po katastrofalnem prvem branju in ki je tudi pripomogla h končni kvaliteti po napornem petmesečnem snemanju. Istega leta jo je občinstvo v ZDA izglasovalo na seznam desetih najlepših žensk. Leta 1984 je igrala Jess v filmu Against All Odds ob Jeffu Bridgesu. Po posnetem filmu Fortress leta 1985 se je Wardova za nekaj let umaknila iz filmskega sveta in študirala igro.
 Ponovno se je vrnila leta 1987 in skupaj z možem Bryanom Brownom zaigrala v filmu The Umbrella Woman. Leta 2001 je bila še tretjič nominirana za zlati globus, znova v kategoriji za najboljšo igralko v televizijski miniseriji ali filmu. To nominacijo ji je prinesla vloga v filmu On the Beach iz leta 2000. Istega leta je prejela nagrado Avstralskega filmskega inštituta (Australian Film Institute) za najboljši kratki igrani film za film The Big House, za katerega je napisala scenarij in ga tudi sama režirala. Film je dobil tudi nagrado Združenja avstralskih filmskih kritikov (Film Critics Circle of Australia). Z enako nagrado je bil nagrajen tudi njen film Martha's New Coat iz leta 2003, ki je prejel tudi nagrado ATOM.
Leta 2003 jo je portretiral umetnik Jan Williamson in za svoje delo prejel nagrado Packing Room Prize. Leta 2005 je Rachel Ward postala članica združenja Order of Australia za njen doprinos k ozaveščanju o socialni pravičnosti, lobiranju in mentorstvu ter za zagovarjanje pravic prikrajšanih in ogroženih mladih, hkrati pa tudi za podporo avstralski filmski in televizijski industriji.
Leta 2006 je Wardova igrala v miniseriji Kevina Connorja za televizijo Hallmark Channel Blackbeard.
Leta 2007 se je vrnila na televizijo z eno od glavnih vlog v seriji Rain Shadow za televizijo ABC. Igrala je Kate McDonald, veterinarko svobodnega duha, ki se sooča z osebnimi in strokovnimi ovirami na podeželju, pogosto prizadetem s sušo.
Leta 2009 je režirala svoj prvi celovečerni film z naslovom Beautiful Kate. Gre za adaptacijo romana Newtona Thornburga iz leta 1982. Film je bil premierno predstavljen na sydneyskem filmskem festivalu.

## Zasebno življenje
Leta 1983 se je poročila z igralcem Bryanom Brownom, ki ga je spoznala med snemanjem miniserije Pesem ptic trnovk. V zakonu so se jima rodili trije otroci: Rose (Rosie), Matilda (ki je tako kot starša igralka) in Joseph (Joe).

## Filmografija

### Film
| Leto | Naslov                              | Vloga                 | Opombe                                                         |
| ---- | ----------------------------------- | --------------------- | -------------------------------------------------------------- |
| 1981 | Night School                        | Eleanor Adjai         | /                                                              |
| 1981 | Sharky's Machine                    | Dominoe Brittain      | Nominirana za zlati globus v kategoriji najboljše nove igralke |
| 1982 | Dead Men Don't Wear Plaid           | Juliet Forrest        | /                                                              |
| 1983 | The Final Terror                    | Margaret              | /                                                              |
| 1984 | Against All Odds                    | Jessie Wyler          | /                                                              |
| 1985 | Fortress                            | Sally Jones           | /                                                              |
| 1987 | Hotel Colonial                      | Irene Costa           | /                                                              |
| 1987 | The Umbrella Woman                  | Marge Hills           | /                                                              |
| 1989 | How to Get Ahead in Advertising     | Julia Bagley          | /                                                              |
| 1990 | After Dark, My Sweet                | Fay Anderson          | /                                                              |
| 1992 | Christopher Columbus: The Discovery | Izabela I. Kastiljska | /                                                              |
| 1992 | Double Obsession                    | Babica                | /                                                              |
| 1993 | Wide Sargasso Sea                   | Annette Cosway        | /                                                              |
| 1994 | The Ascent                          | Patricia              | /                                                              |
| 2007 | Shotgun!                            | Adrianna              | Kratki film                                                    |
| 2016 | The Death and Life of Otto Bloom    | Dr. Ada Fitzgerald    | /                                                              |
| 2018 | Peter Rabbit                        | Josephine Rabbit      | Posodila glas                                                  |

### Televizija
| Leto | Naslov                        | Vloga               | Opombe                                        |
| ---- | ----------------------------- | ------------------- | --------------------------------------------- |
| 1979 | Christmas Lilies of the Field | Jenny               | televizijski film                             |
| 1981 | Dynasty                       | Edna Macready       | epizoda The Dinner Party                      |
| 1983 | Pesem ptic trnovk             | Meggie Cleary       | televizijska miniserija po istoimenski knjigi |
| 1989 | Shadow of the Cobra           | Chris Royston       | televizijski film                             |
| 1991 | And the Sea Will Tell         | Jennifer Jenkins    | televizijski film                             |
| 1992 | Black Magic                   | Lillian Blatman     | televizijski film                             |
| 1992 | Double Jeopardy               | Lisa Burns Donnelly | televizijski film                             |
| 1996 | Twisted                       | Sara                | epizoda Third Party                           |
| 1997 | My Stepson, My Lover          | Caitlin Cory        | televizijski film                             |
| 1999 | Seasons of Love               | Kate Linthorne      | epizodi 1.1 in 1.2                            |
| 2000 | On the Beach                  | Moira Davidson      | televizijski film                             |
| 2001 | And Never Let Her Go          | Christine Sheve     | televizijski film                             |
| 2002 | Bobbie's Girl                 | Roberta Langham     | televizijski film                             |
| 2002 | Johnson County War            | Queenie             | televizijski film                             |
| 2006 | Blackbeard                    | Sally Dunbar        | televizijska miniserija                       |
| 2006 | Monarch Cove                  | Adrianna Preston    | glavna vloga                                  |
| 2007 | Rain Shadow                   | Kate McDonald       | glavna vloga                                  |

### Ostalo
| Leto | Naslov               | Vloga                    | Opombe                                                                                         |
| ---- | -------------------- | ------------------------ | ---------------------------------------------------------------------------------------------- |
| 2000 | Blindman's Bluff     | režiserka in scenaristka | kratki film                                                                                    |
| 2001 | The Big House        | režiserka in scenaristka | kratki film                                                                                    |
| 2003 | Martha's New Coat    | režiserka                | /                                                                                              |
| 2006 | Knot at Home Project | režiserka                | dokumentarna televizijska serija                                                               |
| 2006 | Two Twisted          | režiserka                | epizoda Heart Attack                                                                           |
| 2009 | Beautiful Kate       | režiserka in scenaristka | /                                                                                              |
| 2010 | Rake                 | režiserka                | epizodi R vs Dana in R vs Lorton                                                               |
| 2011 | My Place             | režiserka                | epizode 1848 Johanna, 1838 Davey in 1828 Alice                                                 |
| 2012 | The Straits          | režiserka                | epizode The Hunt for Vlad, Epiphanies in The Price                                             |
| 2013 | An Accidental Soldie | režiserka                | televizijski film                                                                              |
| 2014 | Devil's Playground   | režiserka                | epizode The Tail of the Serpent, I Will Bring Fire Onto This Earth in He Maketh My Way Perfect |
| 2019 | Palm Beach           | režiserka in scenaristka | /                                                                                              |

### Drugo
- Leta 1982 je skupaj s Chevyjem Chasom na 54. podelitvi oskarjev predala nagrado za najboljšo fotografijo. Oskarja je prejel Vittorio Storaro za film Reds.
- Leta 1990 je skupaj z možem Bryanom Brownom na 62. podelitvi oskarjev predala nagrado za najboljši zvok. Oskarja so prejeli Donald O. Mitchell, Gregg Rudloff, Elliot Tyson in Russell Willi za film Glory.
- Leta 2003 je sodelovala kot gostja v avstralski pogovorni oddaji Enough Rope with Andrew Denton.
- Leta 2003 je bil posnet krajši dokumentarec o miniseriji Pesem ptic trnovk, kjer so glavni igralci (Richard Chamberlain, Rachel Ward in Bryan Brown) in producent David L. Wolper 20 let po snemanju predstavili ozadje in zanimivosti.